# Courcelles-sous-Moyencourt
Pour les articles homonymes, voir Courcelles.

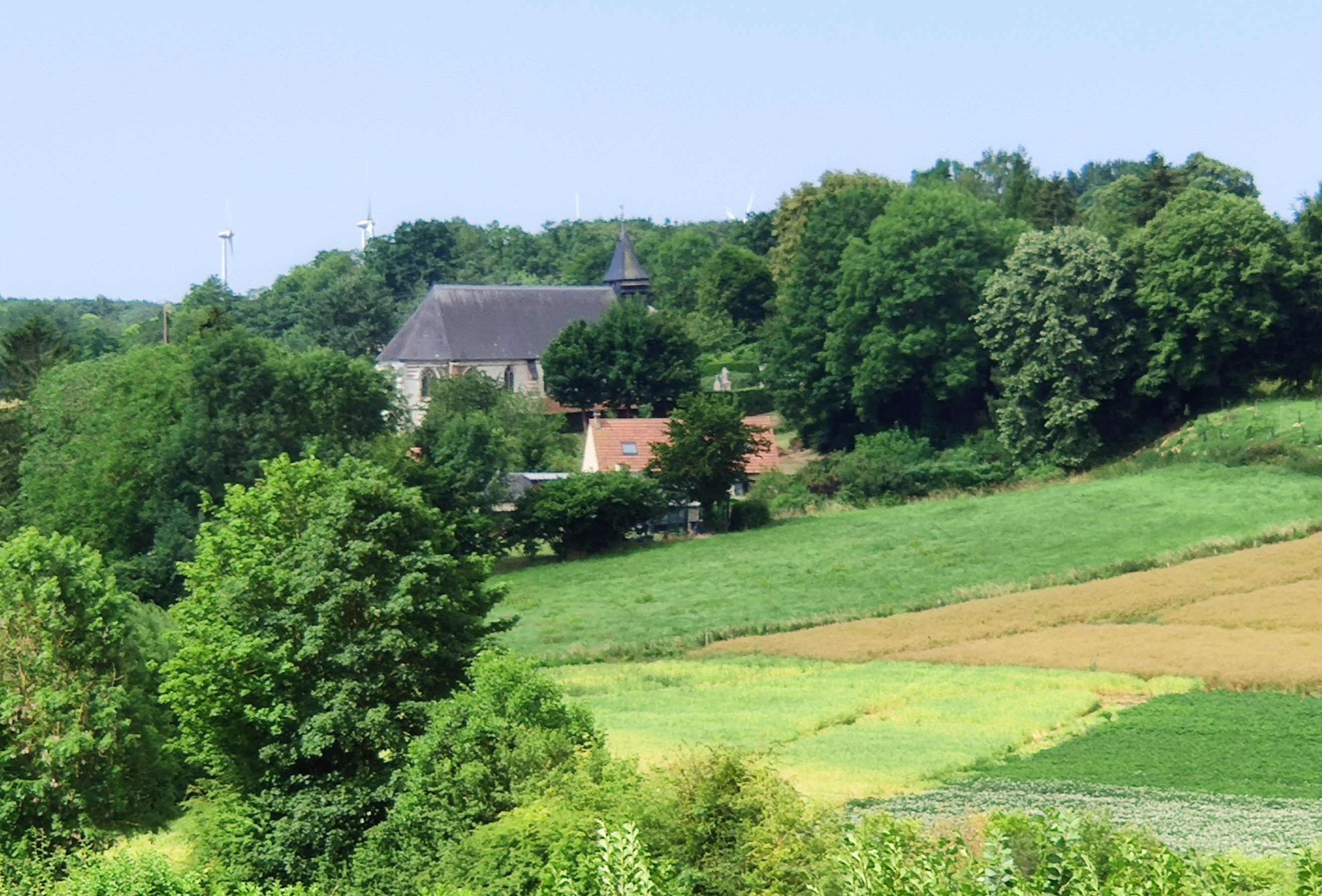
Ambiance du village : l'église dans le lointain.

Courcelles-sous-Moyencourt est une commune française située dans le département de la Somme, en région Hauts-de-France.

## Géographie

### Localisation
Courcelles-sous-Moyencourt est un village picard de l'Amiénois.
À vol d'oiseau, la localité est située à 6 km au nord-est de Poix-de-Picardie, 20 km au sud-ouest d'Amiens, 36 km au sud-est d'Abbeville et à 41 km au nord de Beauvais.
Le territoire de la commune est limitrophe de ceux de quatre communes.
Les communes limitrophes sont  Bussy-lès-Poix, Fresnoy-au-Val, Moyencourt-lès-Poix et Quevauvillers.

### Hydrographie

#### Réseau hydrographique
La commune est située dans le bassin Artois-Picardie. Elle est drainée par la Chapelle Notre-Dame de Lourdes.

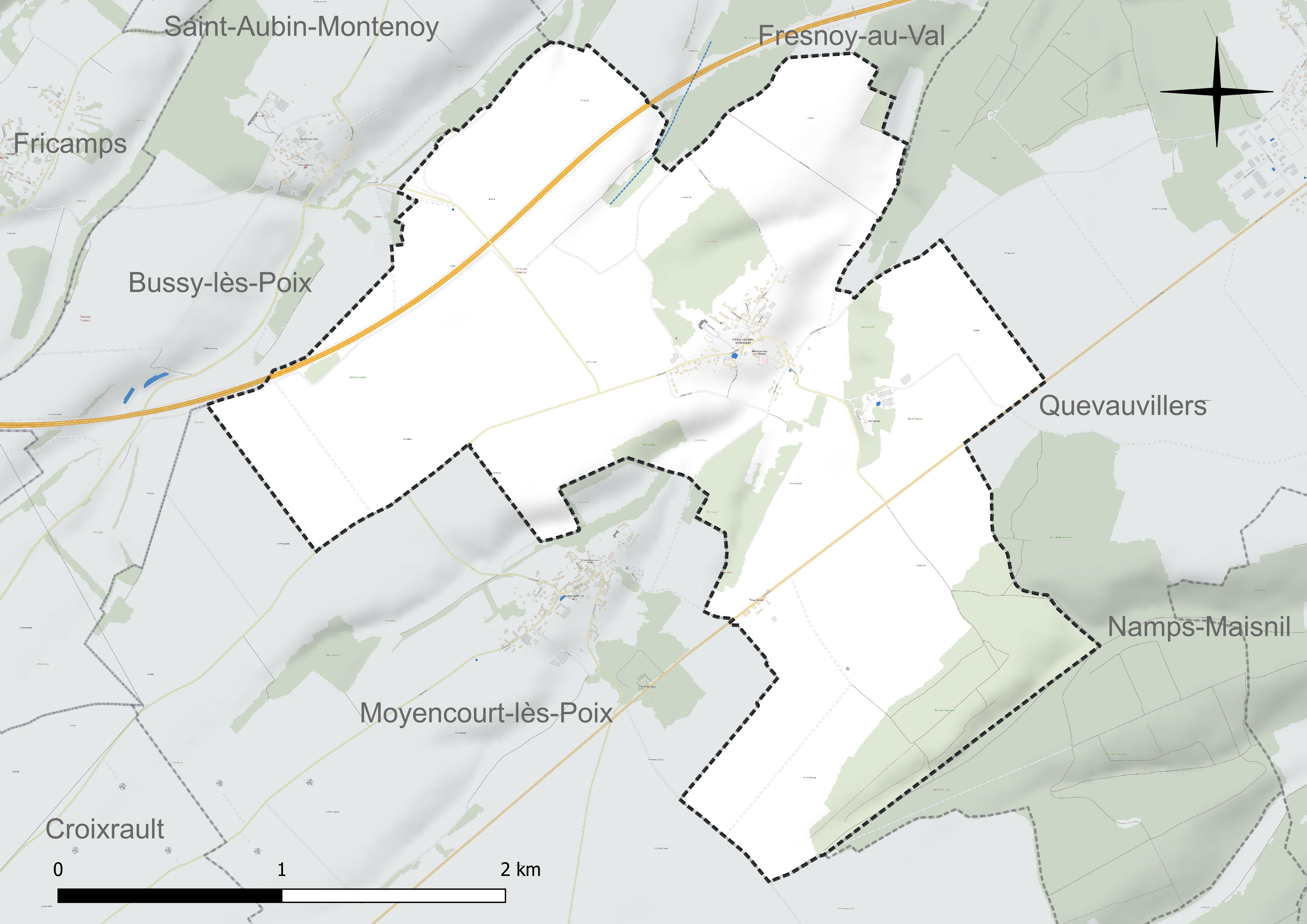
Réseau hydrographique de Courcelles-sous-Moyencourt.

#### Gestion et qualité des eaux
Le territoire communal est couvert par le schéma d'aménagement et de gestion des eaux (SAGE) « Somme aval et Cours d'eau côtiers ». Ce document de planification concerne un territoire de 1 835 km2 de superficie, délimité par le bassin versant de la Somme canalisée. Le périmètre a été arrêté le 29 avril 2010 et le SAGE proprement dit a été approuvé le 6 août 2019. La structure porteuse de l'élaboration et de la mise en œuvre est le syndicat mixte d'aménagement hydraulique du bassin versant de la Somme (AMEVA).
La qualité des cours d'eau peut être consultée sur un site dédié géré par les agences de l'eau et l'Agence française pour la biodiversité.

### Climat
Pour des articles plus généraux, voir Climat des Hauts-de-France et Climat de la Somme.
En 2010, le climat de la commune est de type climat océanique dégradé des plaines du Centre et du Nord, selon une étude du CNRS s'appuyant sur une série de données couvrant la période 1971-2000. En 2020, Météo-France publie une typologie des climats de la France métropolitaine dans laquelle la commune est exposée à un climat océanique et est dans la région climatique Côtes de la Manche orientale, caractérisée par un faible ensoleillement (1 550 h/an) ; forte humidité de l'air (plus de 20 h/jour avec humidité relative > 80 % en hiver), vents forts fréquents.
Pour la période 1971-2000, la température annuelle moyenne est de 10,1 °C, avec une amplitude thermique annuelle de 14,4 °C. Le cumul annuel moyen de précipitations est de 734 mm, avec 12,3 jours de précipitations en janvier et 8,5 jours en juillet. Pour la période 1991-2020, la température moyenne annuelle observée sur la station météorologique la plus proche, située sur la commune d'Oisemont à 25 km à vol d'oiseau, est de 11,1 °C et le cumul annuel moyen de précipitations est de 801,4 mm,. Pour l'avenir, les paramètres climatiques de la commune estimés pour 2050 selon différents scénarios d'émission de gaz à effet de serre sont consultables sur un site dédié publié par Météo-France en novembre 2022.

## Urbanisme

### Typologie
Au 1er janvier 2024, Courcelles-sous-Moyencourt est catégorisée commune rurale à habitat dispersé, selon la nouvelle grille communale de densité à sept niveaux définie par l'Insee en 2022.
Elle est située hors unité urbaine. Par ailleurs la commune fait partie de l'aire d'attraction d'Amiens, dont elle est une commune de la couronne,. Cette aire, qui regroupe 369 communes, est catégorisée dans les aires de 200 000 à moins de 700 000 habitants,.

### Occupation des sols
L'occupation des sols de la commune, telle qu'elle ressort de la base de données européenne d'occupation biophysique des sols Corine Land Cover (CLC), est marquée par l'importance des territoires agricoles (86 % en 2018), une proportion identique à celle de 1990 (86 %). La répartition détaillée en 2018 est la suivante : 
terres arables (76,6 %), forêts (14 %), zones agricoles hétérogènes (9,4 %). L'évolution de l'occupation des sols de la commune et de ses infrastructures peut être observée sur les différentes représentations cartographiques du territoire : la carte de Cassini (XVIIIe siècle), la carte d'état-major (1820-1866) et les cartes ou photos aériennes de l'IGN pour la période actuelle (1950 à aujourd'hui).

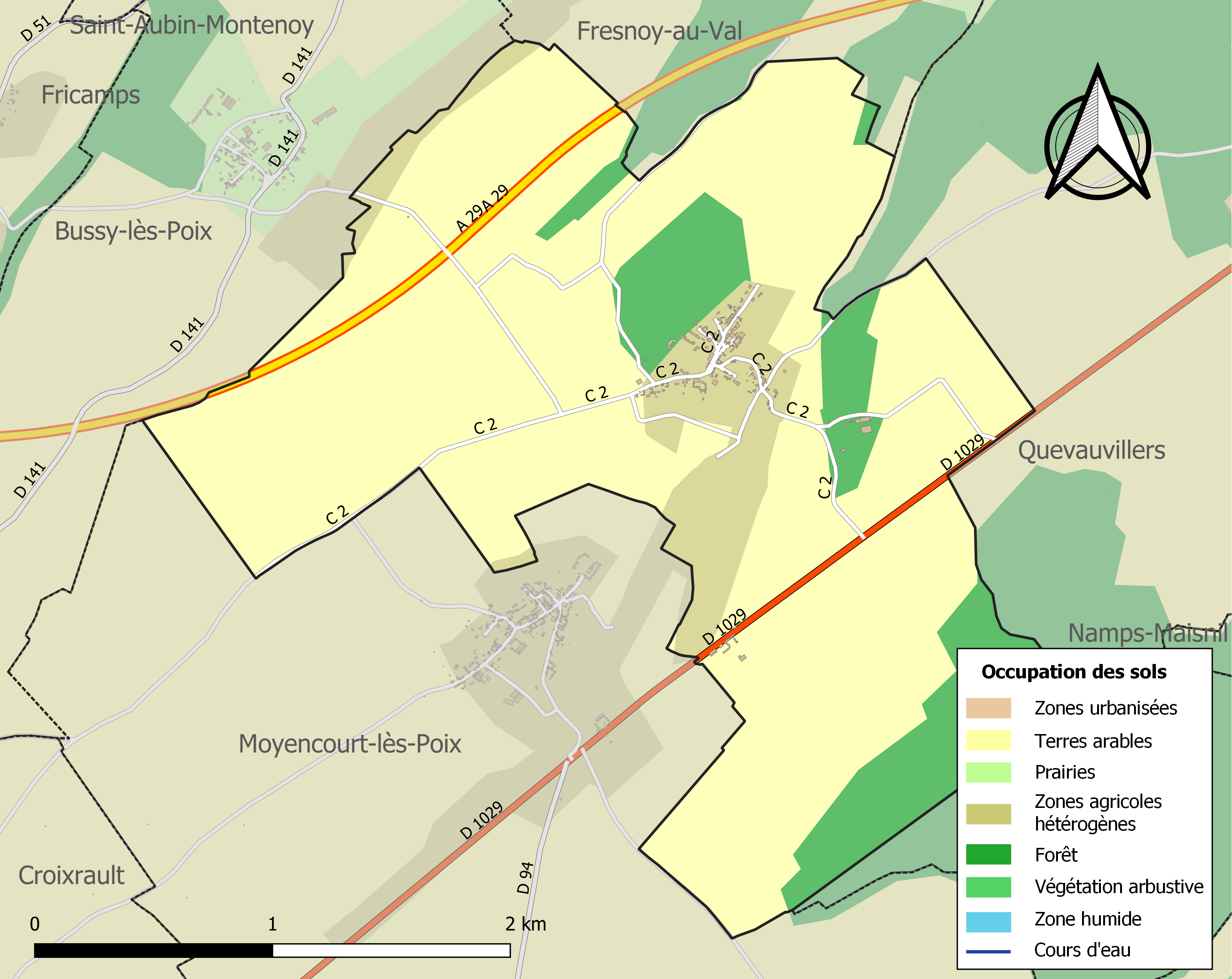
Carte des infrastructures et de l'occupation des sols de la commune en 2018 (CLC).

### Habitat et logement
En 2018, le nombre total de logements dans la commune était de 68, alors qu'il était de 59 en 2013 et de 57 en 2008.
Parmi ces logements, 86,4 % étaient des résidences principales, 6 % des résidences secondaires et 7,5 % des logements vacants. Ces logements étaient pour 100 % d'entre eux des maisons individuelles et pour 0 % des appartements.
Le tableau ci-dessous présente la typologie des logements à Courcelles-sous-Moyencourt en 2018 en comparaison avec celle de la Somme et de la France entière. Une caractéristique marquante du parc de logements est ainsi une proportion de résidences secondaires et logements occasionnels (6 %) inférieure à celle du département (8,3 %) mais supérieure à celle de la France entière (9,7 %). Concernant le statut d'occupation de ces logements, 77,2 % des habitants de la commune sont propriétaires de leur logement (76,9 % en 2013), contre 60,3 % pour la Somme et 57,5 pour la France entière.
| Typologie                                               | Courcelles-sous-Moyencourt | Somme | France entière |
| ------------------------------------------------------- | -------------------------- | ----- | -------------- |
| Résidences principales (en %)                           | 86,4                       | 83,3  | 82,1           |
| Résidences secondaires et logements occasionnels (en %) | 6                          | 8,3   | 9,7            |
| Logements vacants (en %)                                | 7,5                        | 8,4   | 8,2            |

### Voies de communication et transports
Le territoire communal est traversé de manière parallèle par l'autoroute A29 et la départementale 1029.
En 2019, la localité est desservie par les lignes de bus du réseau Trans'80, chaque jour de la semaine, sauf le dimanche et les jours fériés.

## Toponymie
Le lieu a été désigné : Goulecueles en 1166; Golecheules en 1184; Courcetlae en 1234; Courcheles-desous-Moiencourt en 1281, Colcellae et  Corcel en 1300; CourceIles-Iez-Poix en 1609.
Courcelle est un nom commun en moyen français (Renaissance) qui désigne une « petite cour » ou « un petit jardin ». Ce nom est issu du mot gallo-roman et gallo-italien (Moyen Âge) corticella qui signifie « petit domaine » et qui est formé de cōrtem (forme médiévale du mot latin cohors) avec le suffixe diminutif -icella. Cohors désigne en latin une « cour » ou un « enclos ».

## Histoire
La voie romaine de Rouen à Amiens, après avoir dépassé Poix-de-Picardie, passait à Courcelles, où elle est citée dès 1234.
Des traces de constructions étaient assez importantes, à la fin du XVe siècle, au lieu-dit Tassarville, pour que l'imagination populaire y vit une
ancienne « ville ». A cette époque un chemin reliait Tassarville à Courcelles.
La paroisse disposait de son propre droit coutumier, rédigé en 1507, et dérivé de celui du bailliage d'Amiens. La seigneurie relevait de Famechon et comprenait, en 1495, 23 masures et 280 journaux de terre. Des fiefs s'étant réunis au domaine, elle comprenait en 1725, 267 journaux de domaine non fieffés, exploités directement par le seigneur, plus 81 masures amasées ou non et 416 journaux fieffés. Le seigneur avait toute justice.
Le château du village a été construit dans la première moitié du XVIIIe siècle par Pierre Langlois de Septenville, administrateur des Postes.
Circonscriptions d'Ancien Régime
Le village relevait en 1749 en partie de la prévôté royale  de Beauvaisis à Grandvilliers et de celle foraine et du présidial de Clermont, du bailliage d'Amiens, de l'élection d'Amiens, intendance de Picardie, grenier à sel d'Amiens,
La paroisse Saint Jean-Baptiste dépendait du doyenné de Poix, archidiaconé et diocèse d'Amiens
Le curé était nommé par l'évêque d'Amiens. La dîme était perçue en 1788 pour trente et un quarante-cinquièmes par le curé, neuf quarante-cinquièmes par le prieur de Conty, cinq quarante-cinquièmes au prieur de Notre-Dame de Poix.

## Politique et administration

### Rattachements administratifs et électoraux
La commune se trouve dans l'arrondissement d'Amiens du département de la Somme. Pour l'élection des députés, elle fait partie depuis 2012 de la quatrième circonscription de la Somme.
Elle fait partie depuis 1801 du canton de Poix-de-Picardie. Dans le cadre du redécoupage cantonal de 2014 en France, ce canton, où la commune reste intégrée, est modifié et agrandi.

### Intercommunalité
La commune était membre de la communauté de communes du Sud-Ouest Amiénois (CCSOA), créée en 2004.
Dans le cadre des dispositions de la loi portant nouvelle organisation territoriale de la République du 7 août 2015, qui prévoit que les établissements publics de coopération intercommunale (EPCI) à fiscalité propre doivent avoir un minimum de 15 000 habitants, la préfète de la Somme propose en octobre 2015 un projet de nouveau schéma départemental de coopération intercommunale (SDCI) qui prévoit la réduction de 28 à 16 du nombre des intercommunalités à fiscalité propre du département.
Ce projet prévoit la « fusion des communautés de communes du Sud-Ouest Amiénois, du Contynois et de la région d'Oisemont », le nouvel ensemble de 37 412 habitants regroupant 120 communes,. 
À la suite de l'avis favorable de la commission départementale de coopération intercommunale en janvier 2016, la préfecture sollicite l'avis formel des conseils municipaux et communautaires concernés en vue de la mise en œuvre de la fusion.
La communauté de communes Somme Sud-Ouest (CC2SO), dont est désormais membre la commune, est ainsi créée au 1er janvier 2017.

### Liste des maires
| Période                                  | Période                   | Identité           | Étiquette | Qualité                                                                                      |
| ---------------------------------------- | ------------------------- | ------------------ | --------- | -------------------------------------------------------------------------------------------- |
| Les données manquantes sont à compléter. |                           |                    |           |                                                                                              |
| mars 2001                                | avril 2014                | Jean de Franssu    |           |                                                                                              |
| avril 2014                               | En cours (au 28 mai 2020) | Jean-Pierre Chopin |           | Écrivain, philosophe, essayiste, dramaturge et critique d'art Réélu pour le mandat 2020-2026 |

### Distinctions et labels
La commune a été distinguée en 2018 par le prix du fleurissement remarquable, le prix du village picard et le prix de la biodiversité, puis a obtenu en 2019 le label Villages fleuris avec une « première fleur ». Elle obtient en décembre 2022 une « deuxième fleur »  au Concours des villes et villages fleuris,,.

## Équipements et services publics

### Enseignement
Quevauvillers, Fresnoy-au-Val et Courcelles-sous-Moyencourt sont associées au sein d'un regroupement pédagogique intercommunal (RPI).
La compétence scolaire est prise en charge par la communauté de communes au niveau de la scolarité primaire.

## Population et société

### Démographie
L'évolution du nombre d'habitants est connue à travers les recensements de la population effectués dans la commune depuis 1793. Pour les communes de moins de 10 000 habitants, une enquête de recensement portant sur toute la population est réalisée tous les cinq ans, les populations de référence des années intermédiaires étant quant à elles estimées par interpolation ou extrapolation. Pour la commune, le premier recensement exhaustif entrant dans le cadre du nouveau dispositif a été réalisé en 2007.

En 2022, la commune comptait 158 habitants, en évolution de +18,8 % par rapport à 2016 (Somme : −1,26 %, France hors Mayotte : +2,11 %).
| 1793 | 1800 | 1806 | 1821 | 1831 | 1836 | 1841 | 1846 | 1851 |
| ---- | ---- | ---- | ---- | ---- | ---- | ---- | ---- | ---- |
| 364  | 361  | 349  | 324  | 349  | 335  | 325  | 327  | 292  |

| 1856 | 1861 | 1866 | 1872 | 1876 | 1881 | 1886 | 1891 | 1896 |
| ---- | ---- | ---- | ---- | ---- | ---- | ---- | ---- | ---- |
| 282  | 281  | 242  | 246  | 228  | 225  | 217  | 199  | 199  |

| 1901 | 1906 | 1911 | 1921 | 1926 | 1931 | 1936 | 1946 | 1954 |
| ---- | ---- | ---- | ---- | ---- | ---- | ---- | ---- | ---- |
| 191  | 153  | 147  | 121  | 124  | 146  | 132  | 117  | 131  |

| 1962 | 1968 | 1975 | 1982 | 1990 | 1999 | 2006 | 2007 | 2012 |
| ---- | ---- | ---- | ---- | ---- | ---- | ---- | ---- | ---- |
| 115  | 118  | 103  | 119  | 133  | 141  | 136  | 135  | 125  |

| 2017 | 2022 | - | - | - | - | - | - | - |
| ---- | ---- | - | - | - | - | - | - | - |
| 139  | 158  | - | - | - | - | - | - | - |

Sous l'Ancien Régime, le village comptait en 1379 17 hostises ou masures ; en 1698, 400 habitants ; en 1709, 87 feux ; en 1724, 81 feux et 255 habitants ; en 1760, 93 feux et enfin en 1772, 80 feux et 267 habitants.

## Culture locale et patrimoine

### Lieux et monuments

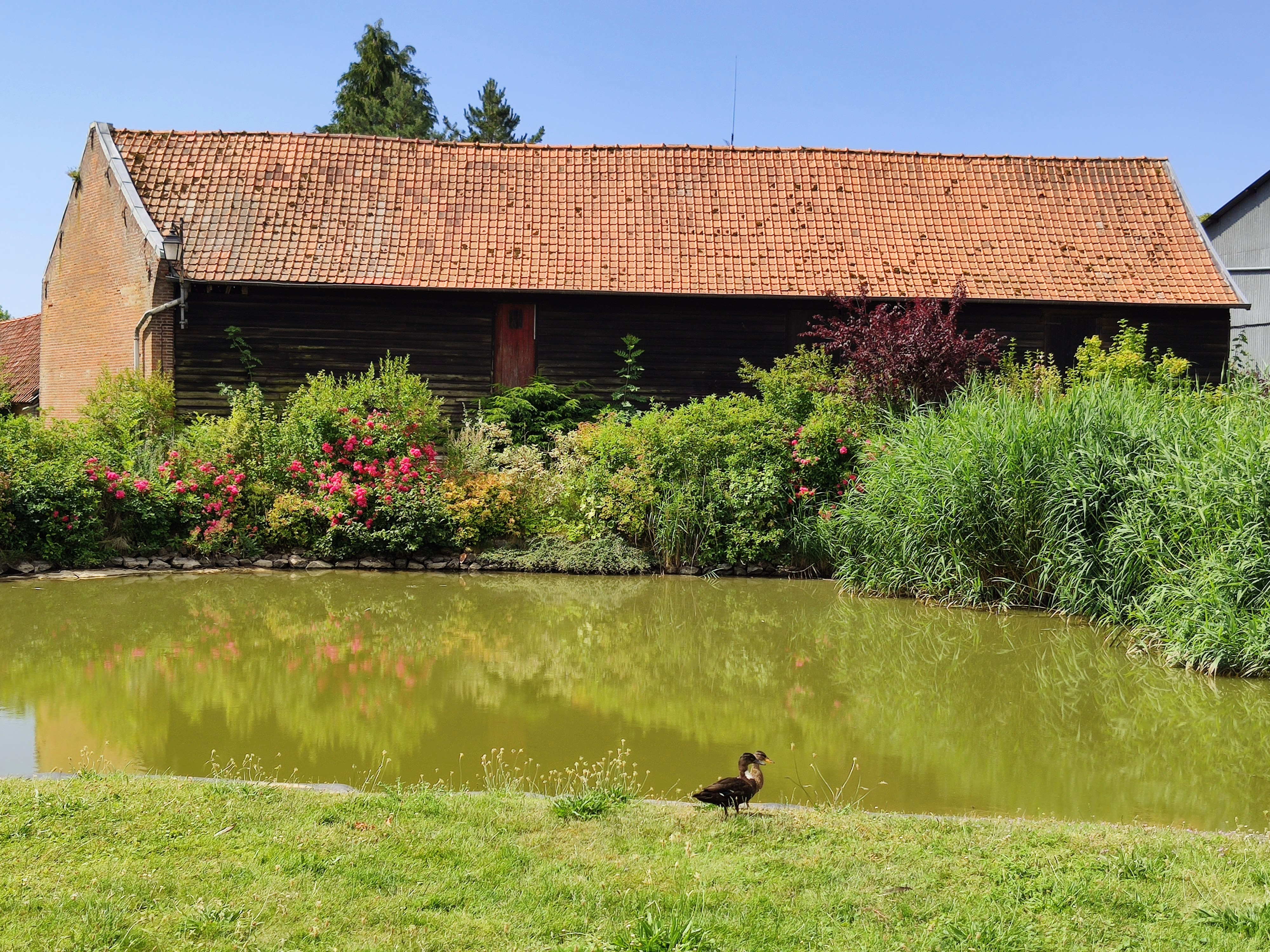
La mare fleurie, devant l'entrée du château.

La structure du village, situé dans un paysage vallonné et boisé, est inhabituelle, avec sa place en carrousel, sa mare et la majorité de ses rues en impasses qui limitent la circulation.
On peut signaler :
- Le château de Courcelles-sous-Moyencourt, des XVIIIe et XIXe siècles[38],[39] et son parc[40], propriété privée, inscrit aux monuments historiques.

Le château
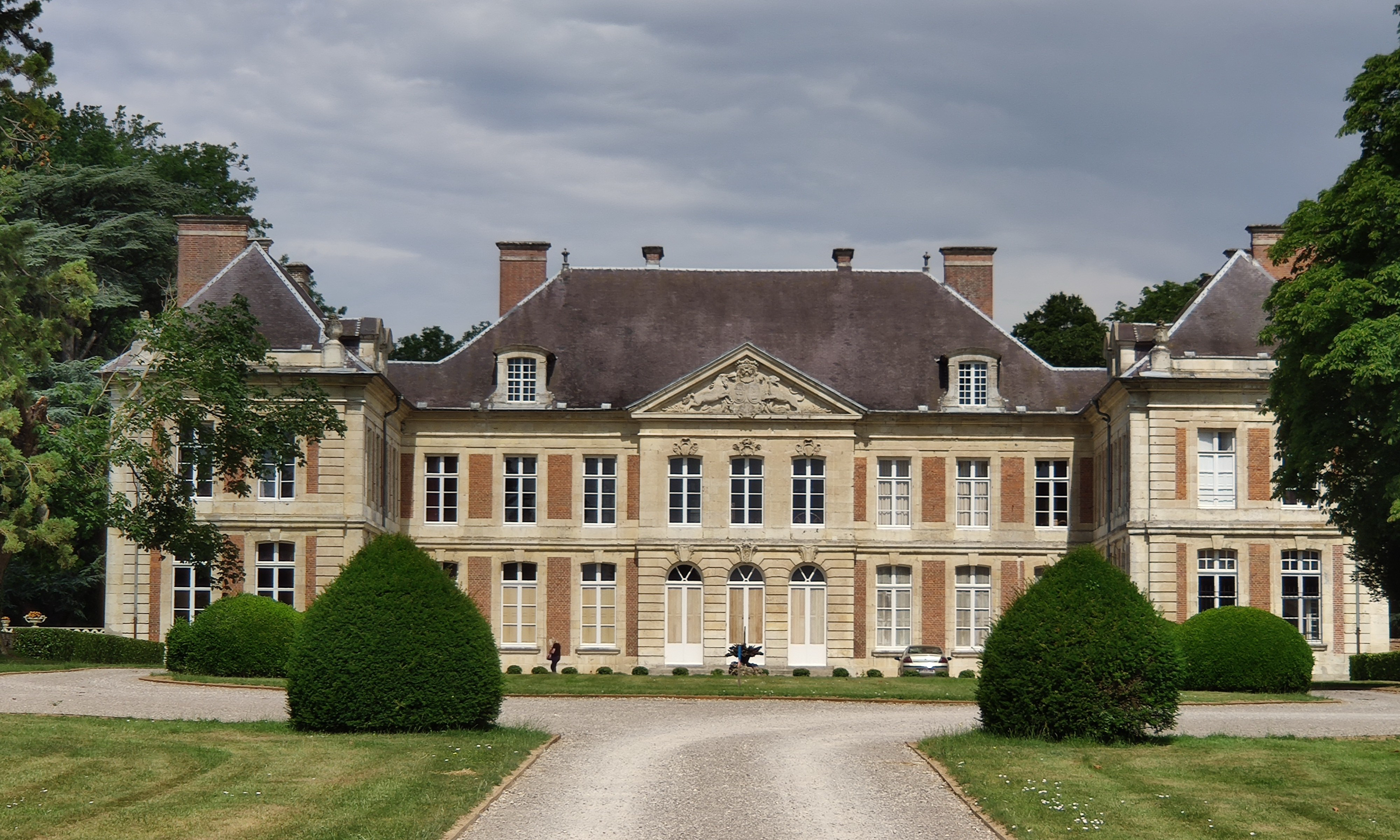
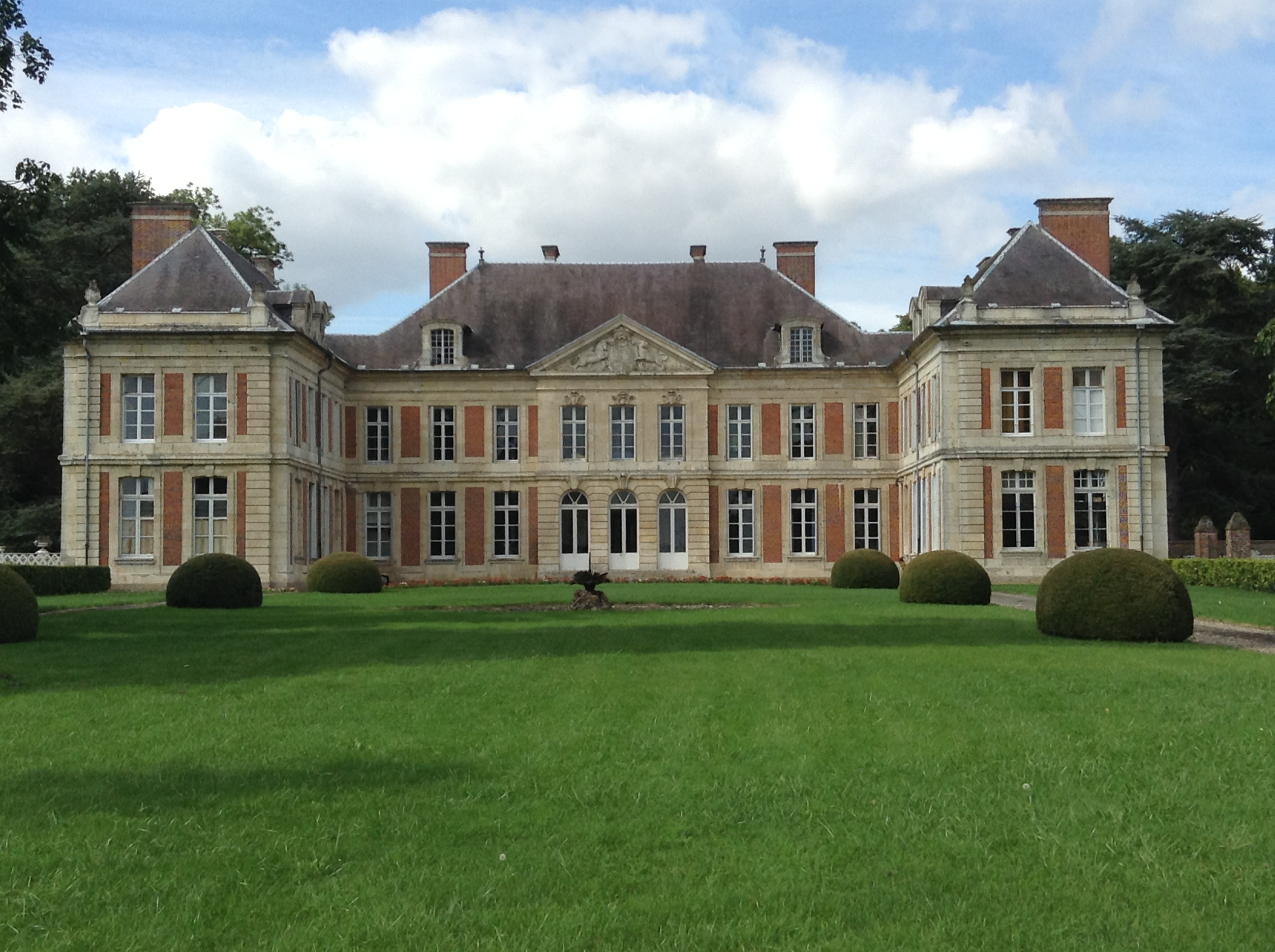

- L'église de la Nativité-de-saint-Jean-Baptiste, du XVIe siècle[41], inscrit aux monuments historiques[42]. Les fenêtres sont du XIXe siècle; réalisées sur le modèle de celle du chevet, dont les remplages paraissent anciens[17].

L'église Saint-Jean-Baptiste
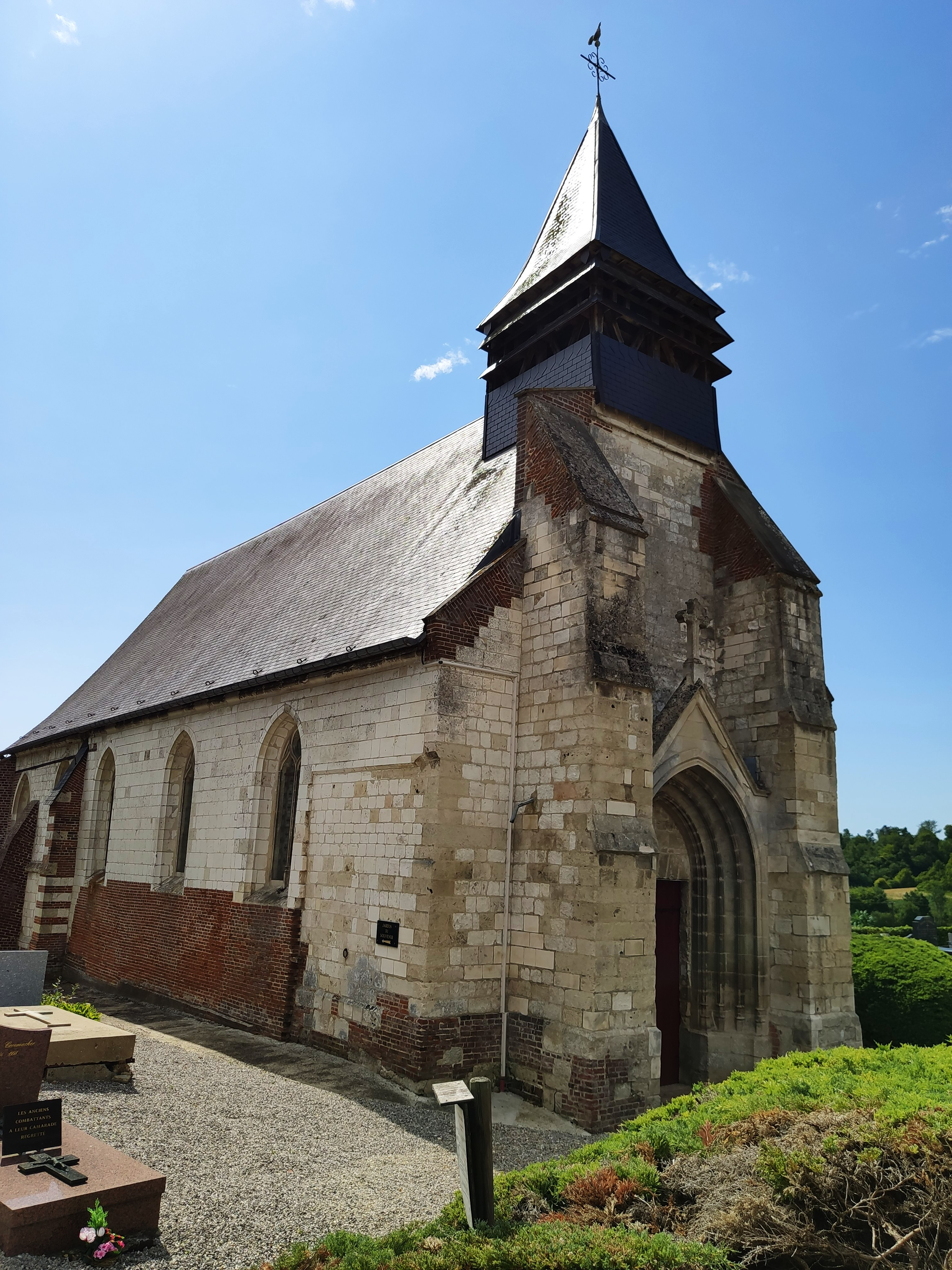
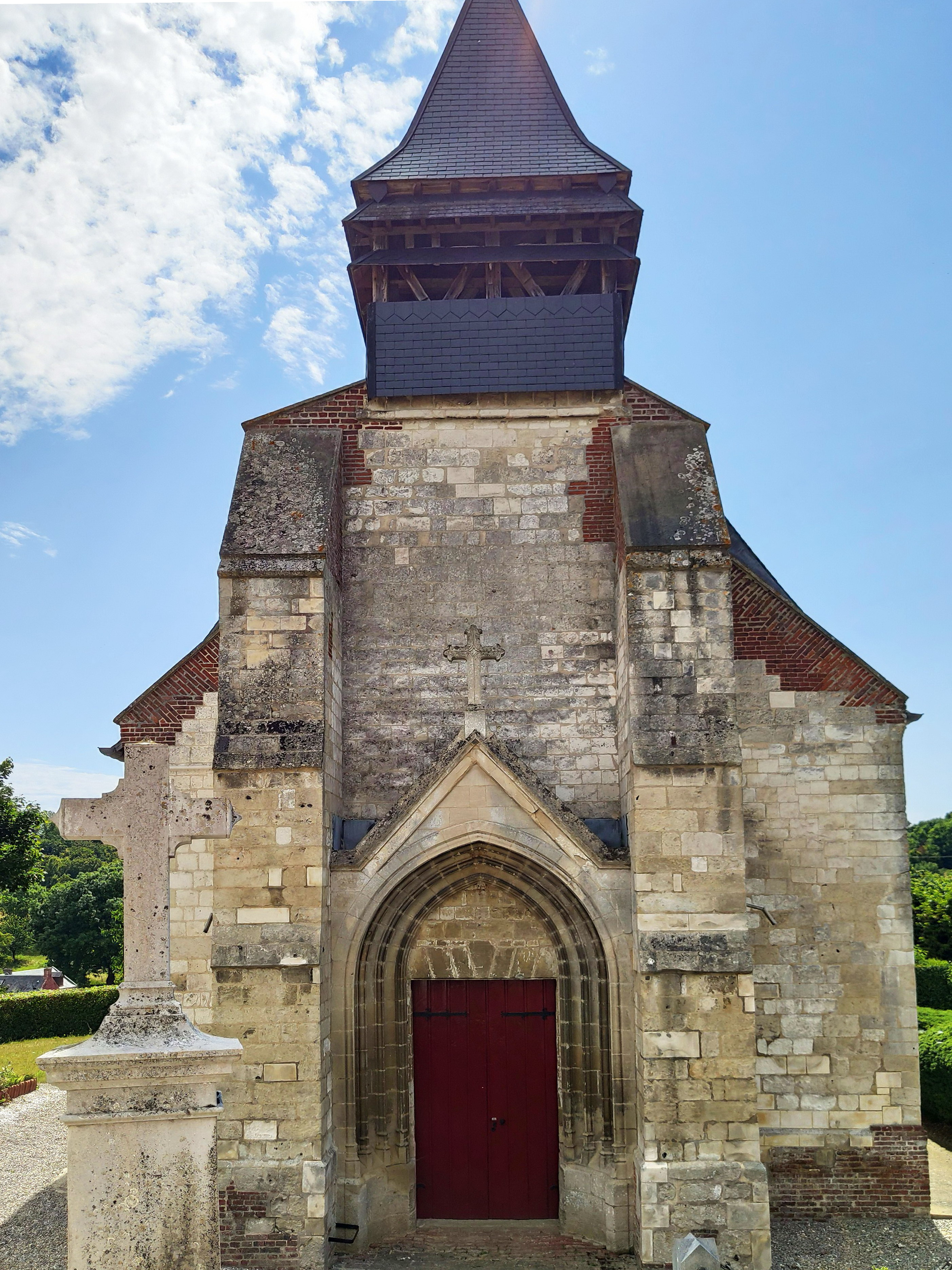
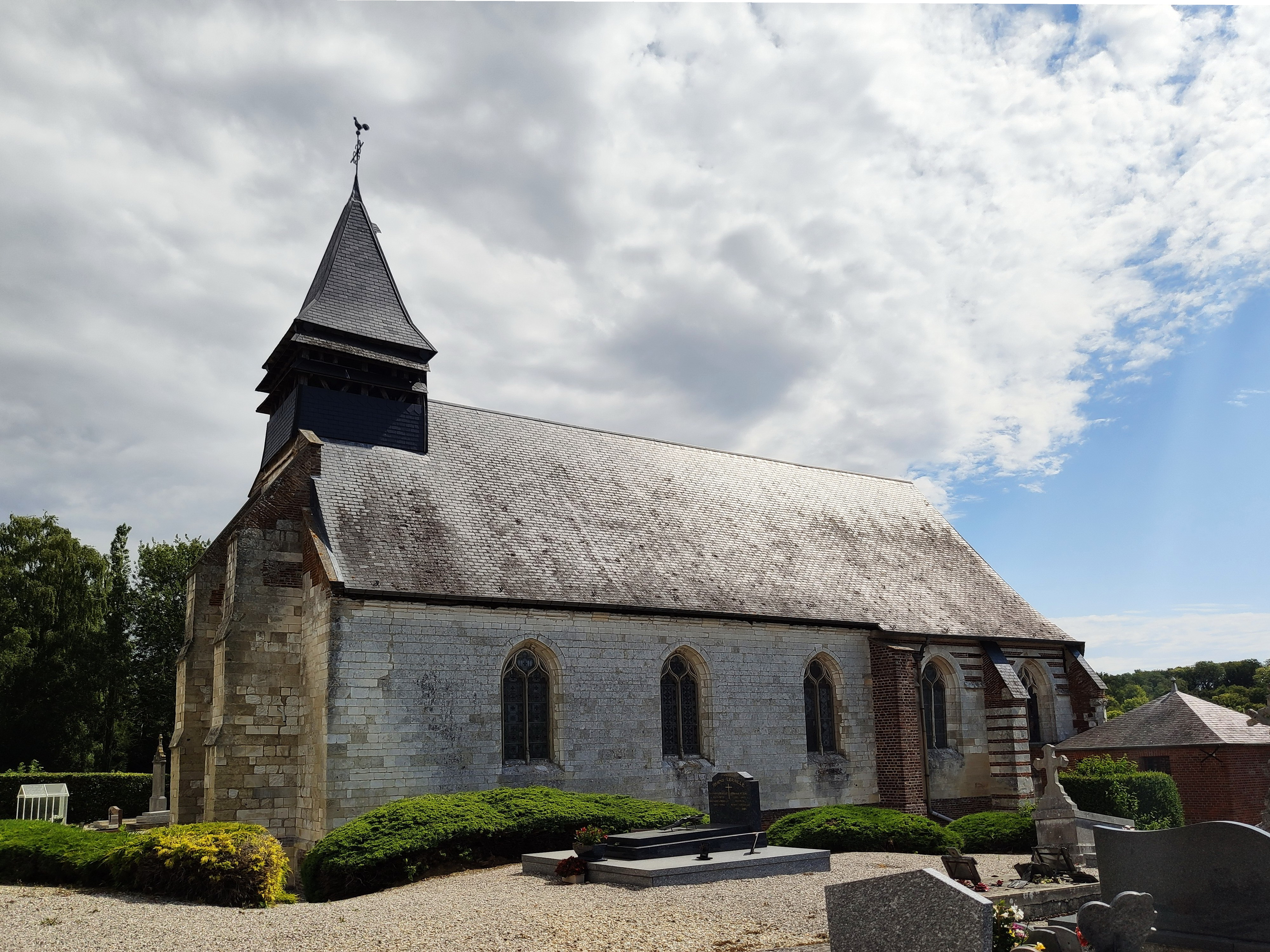

- Calvaire du XVe siècle, inscrit aux monuments historiques[42].
- La halle[43].

### Personnalités liées à la commune
- François Bachimont (1844-1933), homme politique, maire de Nogent-sur-Seine, député de l'Aube de 1894 à 1919.

### Héraldique
| Blason de Courcelles-sous-Moyencourt | Blason  | Tiercé en pairle renversé : au 1er d'azur à trois fleurs de lys d'or, au 2e de gueules à l'agneau passant contourné d'argent, au 3e d'argent à trois merlettes de gueules mal ordonnées. |
| Blason de Courcelles-sous-Moyencourt | Détails | Adopté par la municipalité. Les De Gomer portaient sept merlettes. Les fleurs de lis sont issues des armes de la Picardie.                                                               |